# 原一雄
原 一雄（はら かずお）は、日本の漫画家。
2001年、「新僧」が『ビッグコミックスピリッツ』増刊号（小学館）に掲載されデビューした。2003年より、『月刊IKKI』（同）にて『のらみみ』を連載開始、2008年には同作品がTVアニメ化された。
2014年より筆名を『はらかずお』に変更。

## 作品リスト
- 麦わらドリル（2005年、小学館『月刊IKKI』）
- のらみみ[2]（2004年 - 2009年、『月刊IKKI』、全8巻）
- サンパウろ（2007年 - 、講談社『MiChao!』）
- ふみちゃんの給食袋（2014年 - 、WEB『イキパラCOMIC』）